# Luka Sumarac
Luka Sumarac – serbski bokser, mistrz Serbii juniorów w roku 2014.
W dniach 16-23 maja rywalizował na Mistrzostwach Europy Juniorów 2015 we Lwowie. W 1/8 finału kategorii lekkośredniej pokonał Turka Bayrama Malkama, a w ćwierćfinale Łotysza Aleksejsa Āboltiņša, zapewniając sobie miejsce na podium.